# Casimir de Pászthory
Casimir de Pászthory   (Budapest, 1 d'abril de 1886 - Wermelskirchen, 18 de febrer de 1966) fou un compositor, professor de música i director d'orquestra nascut a Àustria. La seva música, l'estil va ser arrelada en la tradició de Richard Wagner i Richard Strauss, no excloïa una sèrie d'elements estilístics personals.
Casimir von Pászthory era el fill d'un alt funcionari que venia d'una antiga família hongaresa. La seva mare era la pianista Gisela von Voigt, procedent d'una noble família alemanya amb origen a la zona de Hannover. Antiga alumna de Franz Liszt, va estar activa fins a la vellesa i va interpretar un dels concerts de piano de Liszt, inclòs el "Flügel", com a part d'una festa dels mestres a Budapest.
Després del segon matrimoni de la seva mare amb August Göllerich, Casimir von Pászthory es va traslladar a Nuremberg, on va anar a l'institut. Després va estudiar dret a Viena. A Viena, però es va concentrar principalment en els seus estudis musicals, especialment en la classe de violí de Paul Grümmer. Després de llargs viatges, que el van portar a Europa i Àsia Menor, es va establir a Viena, on va ensenyar violí durant diversos anys al Conservatori Superior de Música. Paral·lelament, va dedicar el seu temps a l'escena musical, entre altres coses, com a acompanyant al piano de les seves cançons i després com a director de les seves obres musicals.
La seva companya Dora Baubin, amb la que es va casar el 1911, va participar intensament en la seva creació artística i va escriure els llibrets de les obres dramàtiques "Die Prinzessin und der Schweinehirt" ("The Princess and the Pigger") i "Tilman Rimenschneider".
Pászthory era membre del Partit Nacional Socialista dels Treballadors Alemanys (NSDAP). Quan Pászthory va perdre el seu pis i propietat a Viena després de la guerra el 1945, va anar a Salzburg el 1950 després d'una llarga estada a Attersee. Allà va passar component la temporada més llarga de la seva vida. El 1953, el president austríac li va concedir el títol de professor. En el seu 80è aniversari, es va planejar la decoració de la ciutat de Salzburg d'or, però tot i això no podria tenir lloc. Va passar els últims dies de la seva vida a Berger Mühle, a la ciutat de Wermelskirchen.

## Obres musicals
- òperes
- ballets
- melodrames
- Lieder per a orquestra
- Lieder per a piano
- Música instrumental per a orquestra
- Música de cambra